# Divisione in sillabe
La divisione in sillabe, spesso chiamata sillabazione, è l'atto e il modo di dividere in sillabe una parola.

## Impieghi pratici della sillabazione
La sillabazione è utilizzata nella scrittura e nella stampa quando, dovendo andare a capo alla fine di una riga, è necessario spezzare una parola per mancanza di spazio. In tali casi infatti l'ortografia prevede che la parola sia spezzata solo tra una sillaba e l'altra.

## Norme che regolano la sillabazione nella lingua italiana
Di seguito sono riportate le norme che regolano la sillabazione nella lingua italiana completate da alcune convenzioni in parte arbitrarie.
1. La sillaba italiana contiene sempre almeno una vocale-nucleo (nelle parole straniere che non contengono vocali, il ruolo di nucleo è spesso svolto da r oppure l).
2. Se la parola è formata secondo l'ordine CVCV, ossia consonante-vocale-consonante-vocale, la sillaba inizia con la consonante e finisce con la vocale seguente (CV). Esempi: te-ne-re, la-vo-ro.
3. La prima vocale di una parola fa sillaba a sé. Esempi: u-no, E-va, a-la, I-da. Fanno eccezione le prime vocali seguite da una doppia consonante divisibile. Es. "asso" = as-so.
4. I gruppi di due consonanti possono essere separati o restare uniti a seconda del caso.[1]
  1. Vanno sempre separati i gruppi consonantici formati dalle doppie (tt, ss, eccetera). Avremo ad esempio tet-to, pas-so. Similmente, si divide anche il gruppo cq: ac-qua.
  2. Restano invece insieme gli altri gruppi di consonanti che producono un suono unico, come ch, gh e gn: che-la, ma-ghi, la-gna. Anche la s impura resta insieme alla consonante che la segue: re-spi-ro, pre-sto, pe-sca.
  3. Una sillaba deve essere formata in modo che una parola in italiano possa cominciare con essa. Dividendo in sillabe la parola ampio, teniamo conto del fatto che nessuna parola in italiano cominci con mp. Quindi le due consonanti vanno separate: am-pio. Similmente, una parola italiana non comincia per lt oppure lb: per questo, separando le due consonanti, avremo mol-to, al-bum. In sintesi, l, r, m e n vanno separate dalla consonante che le segue (al-ga, ar-ma, am-bra, an-ta).
  4. Viceversa, un gruppo consonantico che potrebbe trovarsi all'inizio di parola va tenuto insieme. Ad esempio, il gruppo pr può introdurre un vocabolo italiano come prendere; le due consonanti restano quindi insieme: a-pria-mo. Similmente avremo: o-stri-ca, o-cra: infatti, str e cr possono occorrere all'inizio di parola.
5. I gruppi vocalici devono essere tenuti insieme oppure divisi a seconda del caso, dato che possono produrre una sola emissione di fiato oppure generarne due distinte.[2] Si osservino  le differenze tra le due serie di esempi:
  1. Vanno tenute insieme le vocali che formano un dittongo: Mà-rio, pàu-sa, qui, piò-ve.
  2. Vanno però separate le vocali che compongono lo iato: Ma-rì-a, pa-ù-ra, cu-i, A-ò-sta, pì-o. Per stabilire la distribuzione è quindi di prima importanza stabilire su quale vocale la parola è accentata, perché sarà la vocale accentata a costituire il nucleo della sillaba.
6. L'etimo della parola, secondo la maggioranza degli autori, non conta: nella parola subacqueo, sub- andrebbe dunque diviso: su-bac-queo (Garzanti)[3] o, forse, su-bac-que-o (De Mauro).[4]
7. Per quanto riguarda la divisione in sillabe di sintagmi con apostrofo (dell'olio, all'amico, dall'esodo), le fonti non concordano affatto. Le varie soluzioni (ad esempio al-l'amico; all'-amico) sono giudicate diversamente dai vari autori. Alcuni sostenevano, soprattutto in passato, che fosse opportuno reintegrare la vocale caduta (allo - amico). Ultimamente, pare riaffermarsi una vecchia norma secondo la quale sarebbe lecito andare a capo dopo l'apostrofo, dunque scrivere all'-amico,[5][6] una soluzione che era senz'altro malvista fino a non molto tempo fa.[7] Nonostante la lacuna normativa che si è venuta a formare, nulla vieta di dividere la parola che si trova immediatamente dopo l'apostrofo (all'a-mico).